# Andrea Back
Andrea Back-Hock (* 30. Juli 1960 in Aschaffenburg in Bayern) ist eine deutsche Wirtschaftswissenschaftlerin sowie Professorin für Betriebswirtschaftslehre und Direktorin des Instituts für Wirtschaftsinformatik  an der Universität St. Gallen.

## Leben
Back studierte 1979 bis 1984 Betriebswirtschaftslehre an der Universität Erlangen-Nürnberg. Anschließend war sie dort wissenschaftliche Mitarbeiterin am Lehrstuhl von Peter Mertens, einem der Gründerväter der Wirtschaftsinformatik im deutschsprachigen Raum. Nachdem sie 1988 mit ihrer Dissertation zum Thema „Lebenszyklusorientiertes Produktcontrolling“ zum Dr. rer. pol. promoviert wurde, übernahm Back 1989 die Leitung der Gruppe Unternehmensplanung und -kontrolle im Bereich Wirtschaftsinformatik. Zudem war sie von 1991 bis 1992 Lehrbeauftragte für IV-Unterstützung im Strategischen Management an der Universität der Bundeswehr München.
Nach ihrer Habilitation in Betriebswirtschaftslehre (1993) an der Universität Erlangen-Nürnberg wurde sie 1994 zur Ordinaria für Betriebswirtschaftslehre und Direktorin des Instituts für Wirtschaftsinformatik an der Universität St. Gallen berufen.
Back war wiederholt Gastprofessorin, 1999 für Informationsmanagement an der Sozial- und Wirtschaftswissenschaftlichen Fakultät der Universität Wien, 2006 an der City University of Hong Kong (Information Systems) und 2012 an der University of Navarra (WiWi).

## Forschung und Lehre
Forschungsschwerpunkte von Andrea Back sind die innovative Anwendung von neuen Technologien im Geschäftsumfeld, insbesondere mobile Geschäftsanwendungen, die Organisation von Kommunikation und Kollaboration mit Social Software, sowie Digitale Transformation. Sie leitet die Kompetenzbereiche Mobile Business und Business 2.0 und lehrt im Programm Business Innovation an der Universität St. Gallen.

## Schriften (Auswahl)
- Promotionsschrift: Lebenszyklusorientiertes Produktcontrolling – Ansätze zur computergestützten Realisierung mit einer Rechnungswesen-Daten- und Methodenbank. 1988.
- Habilitationsschrift: Beiträge der Daten-, Informations- und Wissensverarbeitung zur Weiterentwicklung des Internen Rechnungswesens und Controllings. 1993.
- Mit Oliver Bendel und Daniel Stoller-Schai: E-Learning im Unternehmen: Grundlagen – Strategien – Methoden – Technologien. Zürich 2001, ISBN 3-280-02749-7.
- Mit Norbert Gronau und Klaus Tochtermann: Web 2.0 in der Unternehmenspraxis. Grundlagen, Fallstudien und Trends zum Einsatz von Social Software. 2. Auflage, München 2009.
- Mit Thomas Sammer und Thomas Walter: Mobile Business: Management von Mobiler IT in Unternehmen. Zürich, buch & netz. 2014, ISBN 978-3-03805-029-2.

Mitherausgeberin
- Lexikon der Wirtschaftsinformatik. 3. Auflage, Springer Verlag, Berlin 1997, ISBN 978-3-540-61917-8.
- Lexikon der Wirtschaftsinformatik. 4., vollst. neu bearb. und erw. Aufl., Berlin; Heidelberg; New York; Barcelona; Hongkong; London; Mailand; Paris; Tokio: Springer, 2001, ISBN 3-540-42339-7.
- Web2.0 und Social Media in der Unternehmenspraxis. 2012.